# ZC3HC1
ZC3HC1 (англ. Zinc finger C3HC-type containing 1) – білок, який кодується однойменним геном, розташованим у людей на короткому плечі 7-ї хромосоми. Довжина поліпептидного ланцюга білка становить 502 амінокислот, а молекулярна маса — 55 262.
| 10         |  | 20         |  | 30         |  | 40         |  | 50         |
| ---------- |  | ---------- |  | ---------- |  | ---------- |  | ---------- |
| MAAPCEGQAF |  | AVGVEKNWGA |  | VVRSPEGTPQ |  | KIRQLIDEGI |  | APEEGGVDAK |
| DTSATSQSVN |  | GSPQAEQPSL |  | ESTSKEAFFS |  | RVETFSSLKW |  | AGKPFELSPL |
| VCAKYGWVTV |  | ECDMLKCSSC |  | QAFLCASLQP |  | AFDFDRYKQR |  | CAELKKALCT |
| AHEKFCFWPD |  | SPSPDRFGML |  | PLDEPAILVS |  | EFLDRFQSLC |  | HLDLQLPSLR |
| PEDLKTMCLT |  | EDKISLLLHL |  | LEDELDHRTD |  | ERKTTIKLGS |  | DIQVHVTACI |
| LSVCGWACSS |  | SLESMQLSLI |  | TCSQCMRKVG |  | LWGFQQIESS |  | MTDLDASFGL |
| TSSPIPGLEG |  | RPERLPLVPE |  | SPRRMMTRSQ |  | DATFSPGSEQ |  | AEKSPGPIVS |
| RTRSWDSSSP |  | VDRPEPEAAS |  | PTTRTRPVTR |  | SMGTGDTPGL |  | EVPSSPLRKA |
| KRARLCSSSS |  | SDTSSRSFFD |  | PTSQHRDWCP |  | WVNITLGKES |  | RENGGTEPDA |
| SAPAEPGWKA |  | VLTILLAHKQ |  | SSQPAETDSM |  | SLSEKSRKVF |  | RIFRQWESLC |
| SC         |  |            |  |            |  |            |  |            |

A: Аланін

C: Цистеїн

D: Аспарагінова кислота

E: Глутамінова кислота

F: Фенілаланін

G: Гліцин

H: Гістидин

I: Ізолейцин

K: Лізин

L: Лейцин

M: Метіонін

N: Аспарагін

P: Пролін

Q: Глутамін

R: Аргінін

S: Серин

T: Треонін

V: Валін

W: Триптофан

Кодований геном білок за функцією належить до фосфопротеїнів. 
Задіяний у таких біологічних процесах, як клітинний цикл, поділ клітини, мітоз, убіквітинування білків, ацетилювання, альтернативний сплайсинг. 
Білок має сайт для зв'язування з іонами металів, іоном цинку. 
Локалізований у ядрі.